# Simon Aeby
Simon Aeby (* 17. Dezember 1954 in Bern) ist ein Schweizer Regisseur, Produzent und Drehbuchautor. Er wurde mit dem Max-Ophüls-Preis ausgezeichnet.

## Leben
Simon Aeby wurde am 17. Dezember 1954 als Sohn von Sam (†) und Maja Aeby in Bern geboren.
Schon früh interessierte sich der Berner fürs Filmen. Die Filmkamera hatte er stets dabei.
Aus beruflichen Gründen wohnte die Familie erst in Barcelona, dann in Basel (Schweiz).
Nach der Matura wurde er mit 24 Jahren Produktionsmanager und später kommerzieller Regisseur für Condor Films in Zürich (Schweiz). 1982 gründete er die GLASS FILMS, Zürich.
Später zog er mit seiner Frau Beatrix nach New York City (USA), wo er in Robert De Niros Tribecca Film Center ein Produktionsbüro für Independent Feature Films eröffnete. Er mit seiner Familie nach Ibiza, wo er sich aufs Drehbuchschreiben konzentrierte. Heute lebt er in Basel, wo er sein eigenes Produktionsbüro Simon Aeby Films GmbH leitet.

## Filme
Simon Aeby führte bei insgesamt vier Spielfilmen und einem Kurzfilm Regie.

### A Slice of Pizza
Nach zahlreichen Werbefilmen, zu denen unter anderem die international ausgezeichneten Swatch-Werbefilme zählen, drehte er 1998 den Kurzfilm A Slice of Pizza. Der Film handelt von einem übergewichtigen Taxifahrer in New York und man erlebt die Verdauung einer Pizza, die er isst, aus der Innenperspektive. Der Kurzfilm lief an drei Festivals: am Diploma Aspen Film Festival, Montecatini Film Festival und am Solothurn Film Festival.

### Three Below Zero
Aebys erster Spielfilm, der 1998 veröffentlichte Psychothriller Three Below Zero – Drei unter Null, wurde mit dem Max-Ophüls-Preis  ausgezeichnet. In den Hauptrollen sind Wes Bentley, Kate Walsh und Judith Roberts zu sehen. Auch dieser Film spielt in New York. Gezeigt wurde der Thriller auch an den DGA Independent Filmmakers Screenings, Los Angeles. 

### Das Fähnlein der sieben Aufrechten
2001 brachte Aeby seinen Schweizer Film Das Fähnlein der sieben Aufrechten (aka THE REBEL) in die Kinos. Als Schauspieler agieren unter anderem die Popsängerin Kisha, der Profi-Snowboarder Fabien Rohrer und der Volksschauspieler Erich Vock. Der Film basiert auf der gleichnamigen Novelle von Gottfried Keller. Das romantische Drama schaffte es 2001 in die Best Swiss theatrical box office release und lief im Official Competition Tokyo Film Festival.

### The Headsman
2005 kam Aebys Film Shadow of the Sword – Der Henker ins Kino. Besetzt ist der Film mit Nikolaj Coster-Waldau (Nightwatch – Nachtwache), Steven Berkoff (Octopussy), Anastasia Griffith (Alfie) und weiteren bekannten Darstellern. Kritiken beurteilten den Film unterschiedlich.

### Dinu
2013 schrieb Simon Aeby das Drehbuch zu Dinu, einem TV-Spielfilm, bei dem er auch Regie führte. Der Film spielt in der Schweizer Schwinger-Szene. Dinu bekam nach der erfolgreichen Erstausstrahlung im SRF einen schweizweiten Kino-Release.

## Sonstiges
- Der erfolgreiche deutsche Film Tattoo stammt ursprünglich aus Aebys Feder.
- Aeby spielte eine Gastrolle in Viktor Vogel – Commercial Man.
- Simon Aeby hat den US-Schauspieler Wes Bentley für seinen ersten Spielfilm Three Below Zero auf den Strassen von New York entdeckt.